# Borongan
Borongan là một đô thị ở tỉnh Đông Samar, Philippines. Đây là đô thị có diện tích và dân số lớn nhất của tỉnh Đông Samar.

### Các đơn vị hành chính
| - Alang-alang - Amantacop - Ando - Balacdas - Balud - Banuyo - Baras - Bato - Bayobay - Benowangan - Bugas - Cabalagnan - Cabong - Cagbonga - Calico-an - Calingatngan - Campesao - Can-abong - Can-aga - Camada - Canjaway | - Canlaray - Canyopay - Divinubo - Hebacong - Hindang - Lalawigan - Libuton - Locsoon - Maybacong - Maypangdan - Pepelitan - Pinanag-an - Purok D1 - Purok A - Purok B - Purok C - Purok D2 - Purok E - Purok F - Purok G | - Purok H - Punta Maria - Sabang North - Sabang South - San Andres - San Gabriel - San Gregorio - San Jose - San Mateo - San Pablo - San Saturnino - Santa Fe - Siha - Songco - Sohutan - Suribao - Surok - Taboc - Tabunan - Tamoso |